# Allah Loves Equality
Allah Loves Equality è un film documentario del 2019 diretto da Wajahat Abbas Kazmi.
Pellicola indipendente incentrata sulla comunità LGBTQ pakistana ed è stato presentato per la prima volta in anteprima il 28 aprile 2019 al Lovers Film Festival di Torino.
Il documentario è stato promosso dall'associazione Il Grande Colibrì e ha goduto del patrocinio di Amnesty International.

## Trama
Allah Loves Equality era originariamente una campagna di sensibilizzazione creata dall'attivista pakistano Wajahat Abbas Kazmi, che ha avuto una particolare risonanza mediatica durante l'iter di approvazione italiana delle unioni civili. Essa, legata al fatto che si possa essere sia omosessuali che musulmani, ha generato molte critiche da parte di chi vedeva questi due aspetti inconciliabili. Per far fronte a queste critiche l'autore della campagna e altri collaboratori, grazie a due raccolte crowdfunding, hanno deciso di realizzare un documentario sulle persone LGBTQ in uno dei paesi a maggioranza musulmana dotato di una delle legislazioni più repressive in materia di omosessualità, il Pakistan.
L'opera mostra, attraverso interviste e scene di vita quotidiana, la situazione dei diritti delle minoranze sessuali nel paese, quali sono gli atteggiamenti sociali nei loro confronti e come la comunità LGBTQ affronta il problema dell'HIV in un luogo dove vige una forte mentalità sessuofobica.

## Produzione
Realizzato tra il 2017 e il 2018, il film ha goduto di un budget di 12.815 euro, la maggior parte dei quali ottenuta grazie a due campagne crowdfunding.

## Libro
Insieme al documentario è stato realizzato un libro, edito da Tam Editore, dove viene data una spiegazione teologica su come le religioni abramitiche considerino l'omosessualità maschile e femminile e vengono spiegate le vicissitudini produttive del film, il viaggio in Pakistan e le impressioni dei produttori sull'esperienza.